# Francisca Maria de Bourbon
Francisca Maria de Bourbon (em francês:  Françoise-Marie de Bourbon; Maintenon, 4 de maio de 1677 — Paris, 1 de fevereiro de 1749), foi a esposa Filipe II, Duque de Orleães, Regente da França, e Duquesa de Orleães de 1701 até a morte do marido em 1723. Nascida Mademoiselle de Blois, era filha legitimada do rei Luís XIV de França com sua amante, a Marquesa de Montespan.

## Início de vida

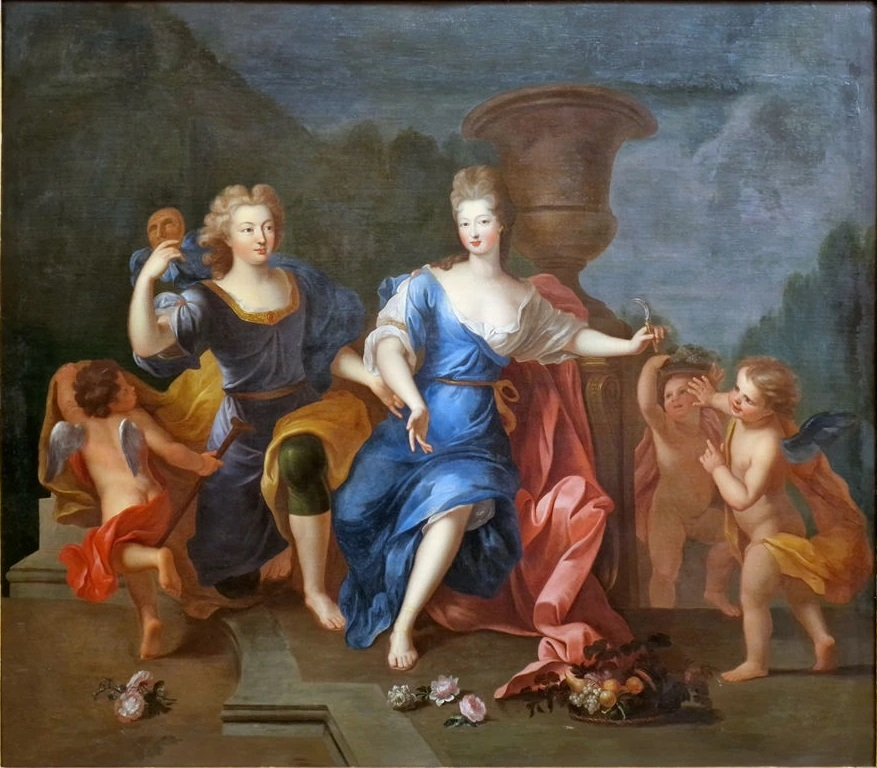
Francisca e o irmão Conde de Toulouse, retratados como Vertumno e Pomona
Escola de Pierre Gobert.

Francisca Maria nasceu em 4 de maio de 1677, no Castelo de Maintenon, propriedade de Françoise d'Aubigné, Marquesa de Maintenon, Governanta dos Filhos ilegítimos de França, desde 1674. Seus pais eram o rei Luís XIV de França e sua amante Francisca Atenas de Rochechouart, Marquesa de Montespan. Ela e o irmão Luís Alexandre, Conde de Toulouse foram colocados sob os cuidados de Mademoiselle de Montchevreuil, Colbert e Jussac, sob a supervisão da Marquesa de Maintenon. Quando criança, ela também ia a Versalhes para visitar seus pais ocasionalmente.
Em 22 de novembro de 1681, quando ela tinha quatro anos e meio, Luís XIV a legitimou e concedeu-a o título de cortesia de Mademoiselle de Blois, um estilo outrora mantido por sua meia-irmã mais velha, Maria Ana de Bourbon, uma filha legitimada do rei com Luísa de La Vallière. Luís XIV não mencionou a mãe de sua filha no ato de legitimação porque ela ainda era casada com o Marquês de Montespan, que poderia reivindicar a paternidade e a custódia dos filhos de sua esposa.  Na época de seu nascimento, o relacionamento de seus pais estava chegando ao fim por causa do possível envolvimento da Marquesa de Montespan no Caso dos Venenos.
Segundo Madame de Caylus, Francisca herdara a beleza de sua mãe e era "naturalmente tímida e gloriosa e era uma pequena beldade com um rosto bonito e mãos bonitas; completamente em proporção". Ela se orgulhava de sua ascendência real e do sangue real da Casa de Bourbon que herdou de seu pai. Mais tarde, a mesma recordou que "se lembraria de que era uma Filha de França, mesmo enquanto estava em seu penico".

## Casamento

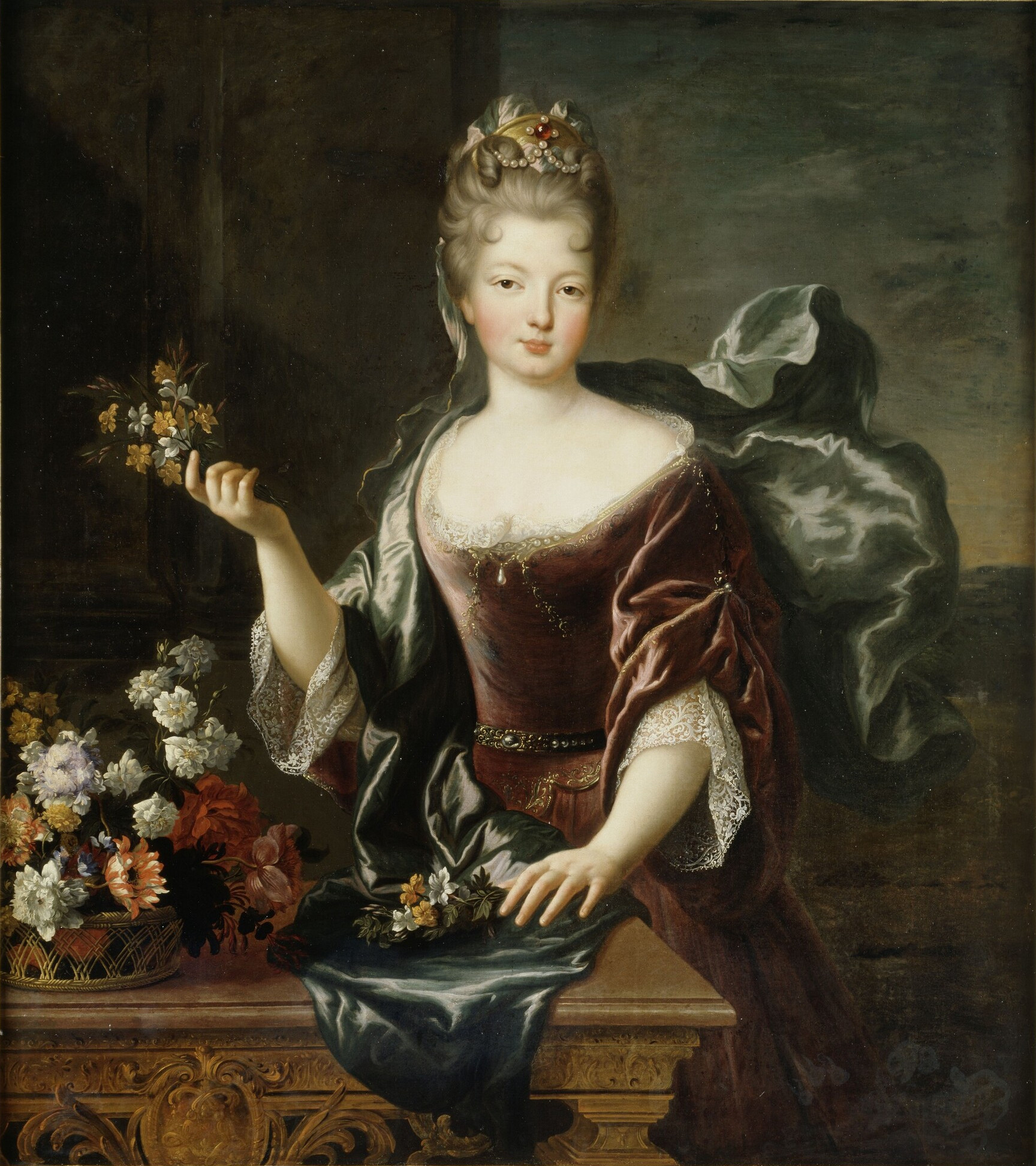
Mademoiselle de Blois em 1692, por François de Troy.

Em 1688, Luís XIV comunicou ao seu irmão mais novo, Filipe de França, Duque de Orleães, conhecido como Monsieur, seu desejo por um casamento entre seus filhos, Mademoiselle de Blois e Duque de Chartres. Os pais de Chartres se opuseram fervorosamente ao projeto de casamento devido ao fato de Francisca ser um bastarda legitimada. Monsieur, percebeu uma intenção mal disfarçada do irmão em forçar um príncipe de um ramo légitimo da Casa de Bourbon a se casar com uma bastarda real, o que significava diminuir o prestígio da dinastia e, portanto, eliminar qualquer chance do ramo de Orleães de herdar o trono francês. A mãe de Chartres, Isabel Carlota, também protestou de todas as maneiras possíveis contra a união de seu filho com quem ela considerava "fruto do adultério duplo". "Se eu pudesse ter impedido o casamento do meu filho derramando meu sangue, eu o teria feito, mas desde que o assunto foi resolvido, eu só desejei a reconciliação", escreveu a duquesa em suas memórias. Apesar da oposição, Luís XIV e o abade Dubois encorajaram persistentemente a união e o jovem Chartres acabou por ceder à vontade real. Ao saber da aquiescência de seu filho ao noivado, ela o esbofeteou no rosto na frente de toda a corte, então deu as costas ao rei, que se curvou em saudação a ela. Isabel Carlota permaneceu inimiga da nora e indiferente aos netos que nasciam da união entre seu filho e Francisca.
Por ocasião do casamento entre seus respectivos filhos, Luís XIV presenteou o seu irmão com o Palácio Real, no qual os Orleães residiam mas, até então, não possuíam.  Ao ser informada da identidade de seu futuro marido, Francisca comentou "Eu não me importo que ele me ame, desde que ele se case comigo."
Finalmente, Francisca e Filipe se casaram em 18 de fevereiro de 1692 na capela do Palácio de Versalhes. O Cardeal de Bouillon, um membro da Casa de La Tour de Auvérnia, conduziu o serviço. Em 1685, o Cardeal de Bouillon havia recusado a participar do casamento do Duque de Bourbon e da irmã de Francisca, Mademoiselle de Nantes, e, como resultado, foi enviado para o exílio, mas foi chamado de volta para casar com Francisca e o Duque de Chartres. Após a cerimônia, um banquete foi oferecido na Galeria dos Espelhos com todos os príncipes e princesas de sangue real presentes. Os convidados incluíam o rei exilado Jaime II de Inglaterra e sua esposa, Maria de Modena. Foi a rainha inglesa exilada que, mais tarde, na noite de núpcias teve a honra de acompanhar a nova "Duquesa de Chartres" aos seus aposentos para a consumação do casamento. Sendo seu marido um "Neto de França", Francisca assumiu o título "Neta de França" (petite-fille de France) e detinho o direito ao estilo de tratamento de "Alteza Real". Além disso, os recém-casados viajavam e se hospedavam onde quer que o rei fosse, jantavam com ele e tinham direito a poltronas em sua presença. Como a nova Duquesa de Chartres, Francisca era a terceira em precedência, atrás apenas da Duquesa da Borgonha e de sua própria sogra, a Duquesa de Orleães.
Francisca recebeu de seu pai um dote de mais de dois milhões de libras, o dobro da quantia concedida à sua irmã mais velha, Luísa, que se casou com Luís, Duque de Bourbon, Príncipe de sangue, cuja posição foi considerada substancialmente inferior à do sobrinho do rei. Essa diferença levou à animosidade entre as irmãs. O dote não seria pago até o fim da Guerra dos Nove Anos.

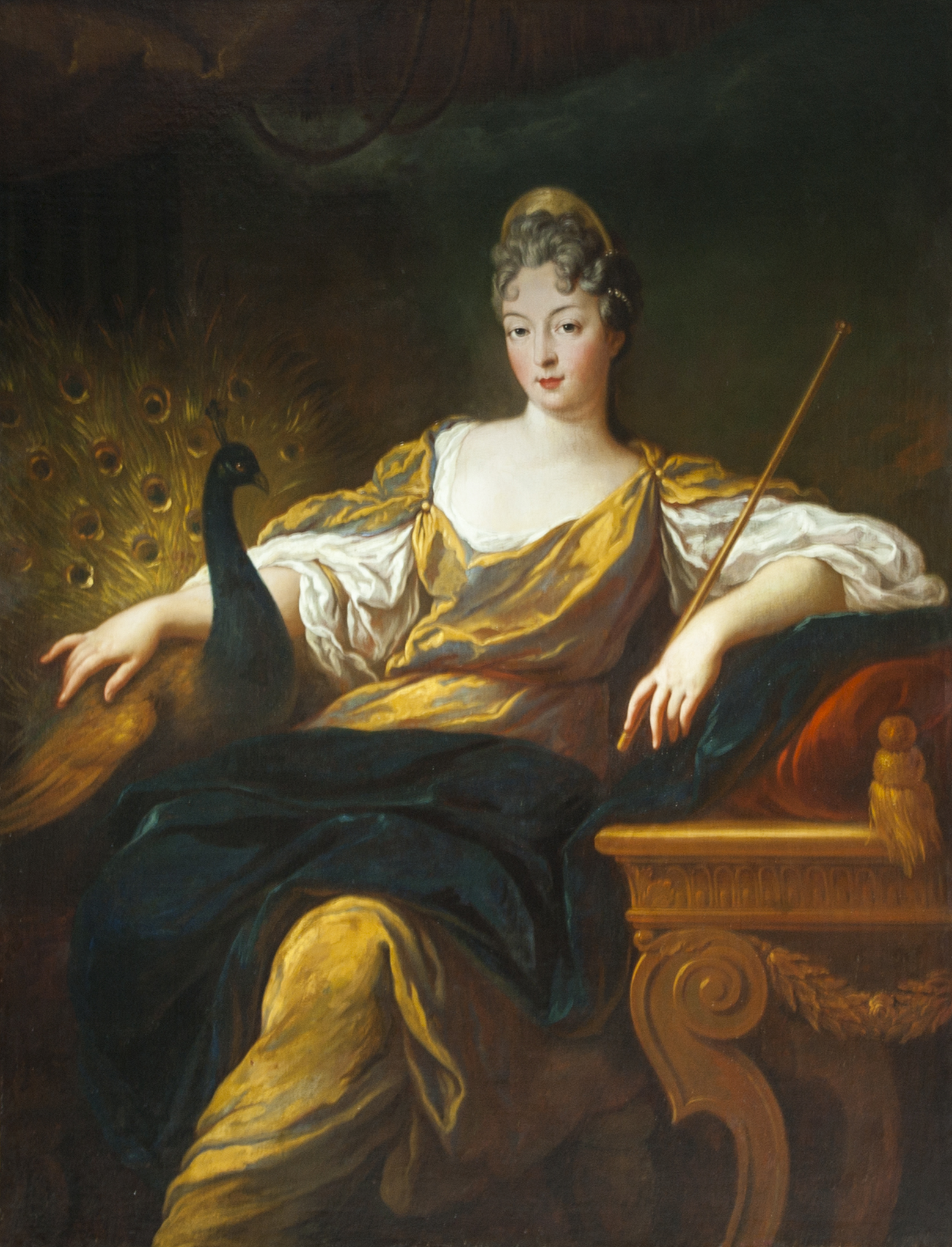
A Duquesa de Chartres retratada a deusa romana Juno
Por François de Troy.

Por volta de 1710, o orgulhoso Duque de Saint-Simon, amigo de Filipe de Orleães, escreveu um relato descrevendo Francisca:
| «[e]m todos os sentidos majestosa; sua tez, sua garganta, seus braços, eram admiráveis; ela tinha uma boca tolerável, com dentes bonitos, um tanto longos; e bochechas muito largas e muito pendentes, o que interferia, mas não estragava sua beleza. O que mais a desfigurava eram suas sobrancelhas, que eram, por assim dizer, descascadas e vermelhas, com muito pouco cabelo; ela tinha, no entanto, cílios finos, com cabelos bem definidos, de cor castanha. Sem ser corcunda ou deformada, ela tinha um lado maior que o outro, o que a fazia andar torto; e esse defeito em sua figura indicava outro, que era mais problemático na sociedade e que a incomodava.» |

Por sua vez, sua sogra recordou-a em suas memórias da seguinte maneira:
| «todas as damas de companhia a fizeram acreditar que ela honrou meu filho ao se casar com ele; e ela é tão vaidosa de seu próprio nascimento e do de seus irmãos e irmãs que não ouvirá uma palavra dita contra eles; ela não verá nenhuma diferença entre filhos legítimos e ilegítimos.» |

Pouco tempo depois do casamento, Filipe ridicularizou abertamente o mau humor da esposa e a apelidou de "Madame Lúcifer". Sua sogra disse que durante os primeiros anos do casamento de Chartres, Francisca ficava "tão bêbada quanto bêbada" três a quatro vezes por semana.
Apesar das diferenças, o casal teve oito filhos, sete meninas e um menino. Francisca ficou muito irritada com seus filhos não sendo reconhecidos como Netos de França, como Saint-Simon recordou:
| «A Duquesa de Orleães tinha a cabeça cheia de fantasias que não conseguia realizar... Não contente com a posição moderna de Neta de França, que desfrutava por meio do marido, ela não suportava a ideia de que seus filhos eram apenas Príncipes de sangue e imaginou uma posição para eles que ficava entre...Bisnetos de França.» |

## Duquesa de Orleães

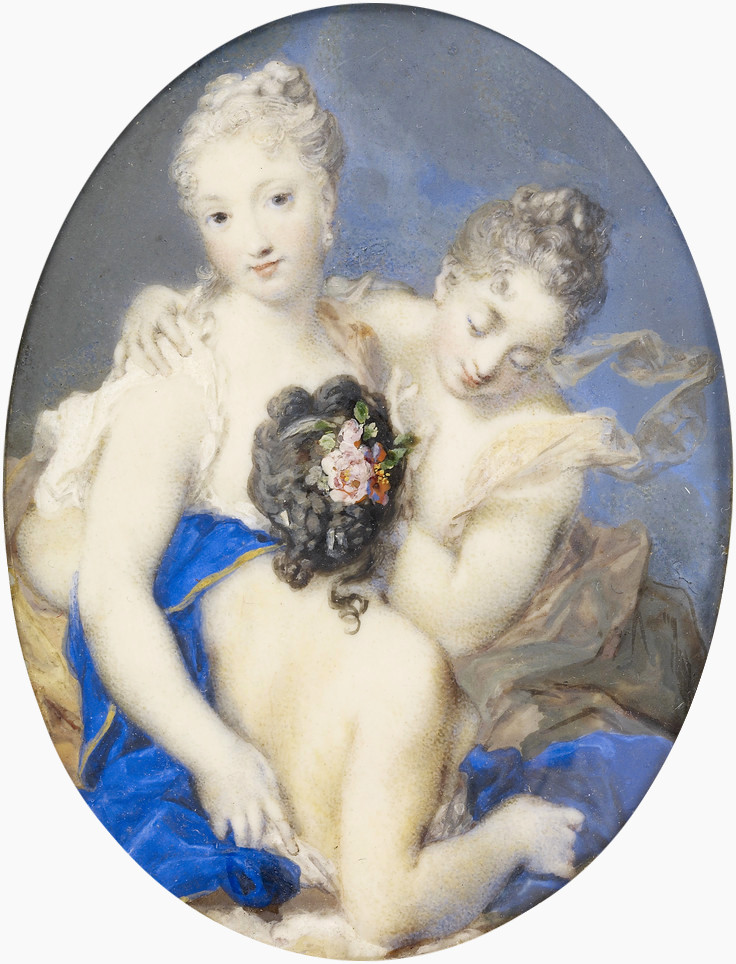
Francisca retratada como a ninfa Anfitrite
Por Rosalba Carriera. Na Royal Collection.

Em 1701, seu sogro, Monsieur, morreu de um derrame em Saint-Cloud após uma discussão com Luís XIV sobre o Duque de Chartres exibir a amante grávida na frente de Francisca. Após a morte do sogro, seu marido se tornou o novo "Duque de Orleães", chefe da Casa de Orleães e herdou as propriedades de seu pai. Sendo a nova Duquesa de Orleães, Francisca adquiriu precedência sobre sua sogra, tornando-se a segunda mulher mais importante da França, atrás apenas da Delfina. Os novos duque e a duquesa de Orleães buscaram um estilo de vida luxuoso no Palácio Real em Paris e no Castelo de Saint-Cloud, localizado a cerca de dez quilômetros a oeste de Paris. Entre muitas outras extravagâncias, eles contrataram o renomado Jean Bérain, o Velho para projetar e decorar seus apartamentos privados no Palácio Real. Enquanto duquesa, um retrato em miniatura o qual Francisca é retratada como a ninfa Anfitrite foi realizado pela pintora veneziana Rosalba Carriera. Atualmente, o retrato está localizado na coleção real da família real britânica.

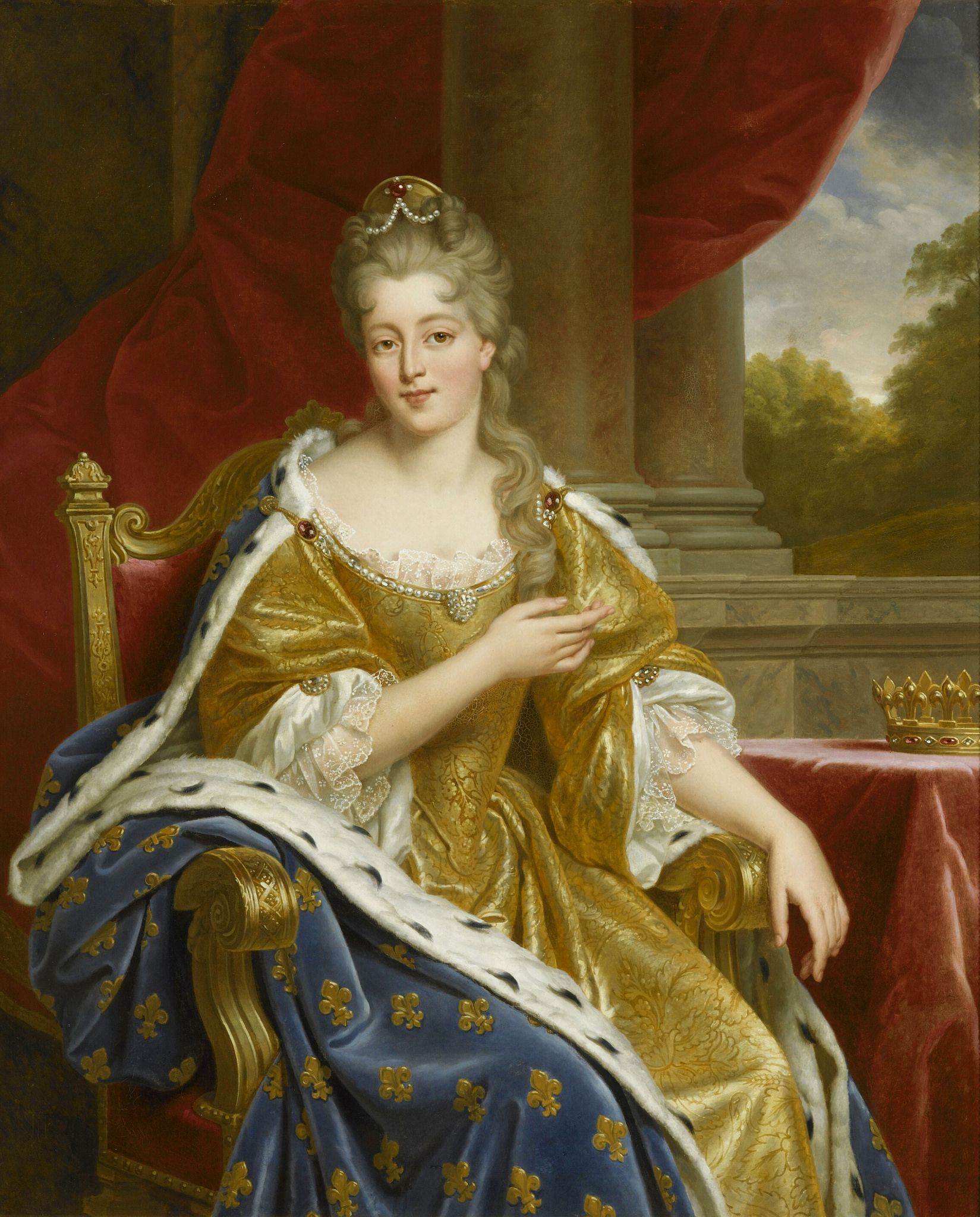
Retrato póstumo de Francisca. Realizado no século XIX por Alexandre-François Caminade.

Enquanto seu marido era um célebre mulherengo que levava uma vida de excessos, Francisca vivia uma vida tranquila, sem escândalos, ao contrário de suas irmãs, a Princesa de Conti e a Duquesa de Bourbon, e seu irmão mais velho, o Duque do Maine. Embora espirituosa e charmosa, ela preferia a companhia da prima Luísa, Duquesa de Sforza, filha de sua tia Gabriela de Rochechouart de Mortemart. Em 1715, depois da morte de seu pai, o rei Luís XIV, o seu marido se converteu em Regente da França durante a menoridade de Luís XV.
Em 1707, dois dias após seu aniversário de trinta anos, Francisca perdeu sua mãe, que vivia reclusa desde que foi banida da corte em 1691, na sequência do Caso dos Venenos. Seu pai proibiu seus filhos legitimados de usar roupas de luto pela mãe, mas eles optaram por não comparecer às reuniões da corte durante o período de luto, com exceção de seu irmão mais velho, o Duque do Maine, que herdou em totalidade a vasta fortuna de sua mãe.
Dizia-se que as muitas filhas de Francisca eram promíscuas. A Duquesa de Berry, por exemplo, acumulou amantes e escondeu várias gestações. Ela quase morreu em trabalho de parto no início de 1719, tendo sido negada os sacramentos pela igreja e quando morreu em 21 de julho de 1719, ela estava novamente grávida. Sua outra filha, a Duquesa de Módena, abandonou o marido na Itália para viver com o amante, o Duque de Richelieu, na França.

## Morte
Francisca morreu em 1 de fevereiro de 1749 no Palácio Real, em Paris, após uma longa doença, aos 71 anos. Ela foi a última filha sobrevivente de Luís XIV e sobreviveu ao marido por vinte e seis anos. Ela foi enterrada na Igreja de la Madeleine de Trainel em Paris, uma antiga igreja beneditina na 100 Rue de Charonne, em 6 de fevereiro. Seu coração foi levado para a Igreja de Val-de-Grâce.

## Descendência
| Nome                          | Retrato | Nascimento             | Morte                   | Notas                                                                        |
| ----------------------------- | ------- | ---------------------- | ----------------------- | ---------------------------------------------------------------------------- |
| Maria Isabel de Orleães       |         | 17 de dezembro de 1693 | 17 de outubro de 1694   | Morreu na infância.                                                          |
| Maria Luísa Isabel de Orleães |         | 20 de agosto de 1695   | 21 de julho de 1719     | Casou-se com Carlos, Duque de Berry, com descendência.                       |
| Luísa Adelaide de Orleães     |         | 13 de agosto de 1698   | 10 de fevereiro de 1743 | Morreu sem se casar, foi abadessa de Chelles.                                |
| Carlota Aglaé de Orleães      |         | 20 de outubro de 1700  | 19 de janeiro de 1761   | Casou-se com Francisco III, Duque de Módena, com descendência.               |
| Luís, Duque de Orleães        |         | 4 de agosto de 1703    | 4 de fevereiro de 1752  | Casou-se com Joana de Baden-Baden, com descendência.                         |
| Luísa Isabel de Orleães       |         | 11 de dezembro de 1709 | 16 de junho de 1742     | Casou-se com Luís I da Espanha, sem descendência.                            |
| Filipina Isabel de Orleães    |         | 18 de dezembro de 1714 | 21 de maio de 1734      | Morreu sem se casar.                                                         |
| Luísa Diana de Orleães        |         | 27 de junho de 1716    | 26 de setembro de 1736  | Casou-se com Luís Francisco de Bourbon, Príncipe de Conti, com descendência. |